# Nazionale maschile under 21 di baseball della Francia
La nazionale maschile under 21 di baseball francese rappresenta la Francia nelle competizioni internazionali di età non superiore ai ventuno anni.

## Piazzamenti

### Europei
- 2006 :  2°
- 2010 :  3°
- 2012 :  1°